# Сато, Ацуси
Ацуси Сато (яп. 佐藤敦之; род. 8 мая 1978, Аидзувакамацу, Фукусима) — японский легкоатлет, специалист по бегу на длинные дистанции и марафону. Выступал за сборную Японии по лёгкой атлетике в 2000-х годах, участник ряда крупных международных соревнований, в том числе летних Олимпийских игр в Пекине.

## Биография
Ацуси Сато родился 8 мая 1978 года в городе Аидзувакамацу префектуры Фукусима, Япония.
Занимался бегом во время учёбы в местных начальной и старшей школах, при этом специализировался в основном на дистанциях 1500 и 5000 метров. Поступив в Университет Васэда, переключился на более протяжённые дисциплины, в частности в 2000 году пробежал свой первый марафон — на Марафоне озера Бива финишировал четвёртым, показав время 2:09:50 — этот результат на то время являлся лучшим среди японских студентов.
В 2001 году на Фукуокском марафоне был менее успешен, став на финише одиннадцатым.
В 2002 году был четвёртым на полумарафоне Ямагути. Попав в основной состав японской национальной сборной, побывал на чемпионате мира по полумарафону в Брюсселе, где финишировал восьмым в личном зачёте и помог японской команде выиграть серебро в командном зачёте. Также в этом сезоне стал серебряным призёром японского национального первенства в беге на 10 000 метров и затем представлял страну в данной дисциплине на Азиатских играх в Пусане — в итоге оказался здесь шестым.
В 2003 году достаточно удачно выступил на Марафоне озера Бива, с результатом 2:08:50 стал пятым в общем зачёте и третьим среди японских бегунов. Вновь отобравшись в национальную сборную, отправился выступать на чемпионате мира в Париже — здесь в программе мужского марафона закрыл десятку сильнейших. Кроме того, занял третье место на полумарафоне Саппоро.
В 2004 году установил несколько личных рекордов на дорожке: на дистанциях 3000 метров (8:00,83), 5000 метров (13:33,62), 10 000 метров (27:56,86). Обновил своё лучшее достижение и в марафонской дисциплине, пробежав Марафон озера Бива за 2:08:36. При всём при том, отобраться на Олимпиаду в Афинах ему не удалось.
В 2005 году в числе прочих пробежал Чикагский марафон, заняв на финише 16 место.
В 2006 году из крупных стартов отметился только на Марафоне озера Бива, но здесь сошёл с дистанции и не показал никакого результата.
Одним из самых успешных сезонов в спортивной карьере Сато оказался сезон 2007 года. В это время он финишировал вторым на Марафоне Беппу — Оита, уступив только соотечественнику Ацуси Фудзите, стал третьим на полумарафоне Саппоро. На чемпионате мира по полумарафону в Удине с рекордом Азии (1:00:25) занял девятое место в личном первенстве и с товарищами по сборной взял бронзу в командном первенстве. Позже на Фукуокском марафоне обновил личный рекорд, преодолев дистанцию за 2:07:13 — на тот момент это был четвёртый лучший результат среди японских бегунов за всю историю.
Благодаря успешному выступлению в Фукуоке Сато удостоился права защищать честь страны на летних Олимпийских играх 2008 года в Пекине, однако в конечном счёте в программе мужского марафона показал нехарактерное для себя время 2:41:08, расположившись в итоговом протоколе соревнований на последней 76 позиции.
После пекинской Олимпиады Ацуси Сато ещё в течение некоторого времени оставался в составе легкоатлетической команды Японии и продолжал принимать участие в крупнейших международных стартах. Так, в 2009 году он бежал марафон на мировом первенстве в Берлине, с результатом 2:12:05 занял шестое место и стал здесь лучшим бегуном-неафриканцем. Также с результатом 2:09:16 финишировал восьмым на Лондонском марафоне, занял 32 место на чемпионате мира по полумарафону в Бирмингеме.
Впоследствии неоднократно участвовал в эстафетных гонках экидэн, представляя команду электроэнергетической компании Chugoku Electric, становился победителем на отдельных этапах. Из крупных международных стартов в 2010 году стал третьим на Токийском марафоне, в 2011 году участвовал в Чикагском марафоне, но здесь не финишировал.
Женат на японской бегунье Михо Сато (Сугимори), трёхкратной чемпионке Азии в беге на средние дистанции.